# Howard Kingsbury
Howard Thayer Kingsbury, Jr. (født 11. september 1904 i New York, død 27. oktober 1991 i Yarmouth Port, Massachusetts) var en amerikansk roer og olympisk guldvinder.

## Idrætskarriere
Kingsbury roede for Bulldogs på Yale University, mens han læste. Han spillede også amerikansk fodbold i sin studietid. Otteren fra Yale Bulldogs repræsenterede USA ved OL 1924 i Paris med en besætning bestående af Kingsbury, Leonard Carpenter, James "Babe" Rockerfeller, Al Lindley, John Miller, Fred Sheffield, Benjamin Spock, Al Wilson og styrmand Laurence "Chick" Stoddard. Der deltog i alt ti både i konkurrencen, hvor amerikanerne sikkert vandt deres heat. I finalen var de ligeledes overlegne og vandt med mere end femten sekunder foran Canada på andenpladsen, mens Italien blev nummer tre.

## Videre karriere
Efter at have taget sin eksamen i 1926 arbejdede han en periode som civilingeniør. Senere rejste han til England og læste på Oxford University, hvorpå han blev underviser.

## OL-medaljer
- 1924:  Guld i otter